# Richard III de Gaète
Pour les articles homonymes, voir Richard III (homonymie).
Richard III de Gaète (fin du XIe siècle - † 1140), connu également sous le nom de Richard de Caleno, est un baron italo-normand de la 1re moitié du XIIe siècle, comte de Carinola et dernier duc indépendant de Gaète (1121-1140).

## Biographie
Richard est le fils de Barthélémy de Carinola, membre de la puissante famille Drengot, la seule à véritablement rivaliser en Italie méridionale avec les Hauteville. Richard est d'abord à partir de 1112 le régent de son neveu Jonathan, jeune duc de Gaète, avant de lui succéder à sa mort prématurée en 1121.
En 1118, il prête hommage au pape Gélase II, originaire de Gaète et réfugié dans sa ville natale, poursuivi par les troupes de l'empereur germanique Henri V.
En 1129, Richard signe un traité d'alliance avec le duc Serge VII de Naples.
Indépendant jusqu'en 1135, Richard est contraint de prêter hommage (legium hominium et ligiam fedelitatem) au roi Roger II de Sicile, ainsi qu'à deux de ses fils, les princes Roger, duc d'Apulie et Alphonse, prince de Capoue.
Devenu le vassal du roi Roger, son duché passe à sa mort au duc Roger d'Apulie.

## Sources
- Patricia Skinner, Family Power in Southern Italy : The Duchy of Gaeta and its Neighbours, 850-1139. Cambridge University Press, 1995.
- John Julius Norwich, The Kingdom in the Sun, 1130-1194, Longman : London, 1970.
- Ferdinand Chalandon, Histoire de la domination normande en Italie et en Sicile. A. Picard : Paris, 1907.